# Montboucher
Montboucher è un comune francese di 395 abitanti situato nel dipartimento della Creuse nella regione della Nuova Aquitania.

## Società

### Evoluzione demografica
Abitanti censiti